# Hamill (Dakota del Sur)
Hamill es un lugar designado por el censo ubicado en el condado de Tripp en el estado estadounidense de Dakota del Sur. En el Censo de 2010 tenía una población de 11 habitantes y una densidad poblacional de 3,39 personas por km².

## Geografía
Hamill se encuentra ubicado en las coordenadas 43°35′39″N 99°41′36″O / 43.59417, -99.69333. Según la Oficina del Censo de los Estados Unidos, Hamill tiene una superficie total de 3.25 km², de la cual 3.16 km² corresponden a tierra firme y (2.47%) 0.08 km² es agua.

## Demografía
Según el censo de 2010, había 11 personas residiendo en Hamill. La densidad de población era de 3,39 hab./km². De los 11 habitantes, Hamill estaba compuesto por el 100% blancos, el 0% eran afroamericanos, el 0% eran amerindios, el 0% eran asiáticos, el 0% eran isleños del Pacífico, el 0% eran de otras razas y el 0% pertenecían a dos o más razas. Del total de la población el 0% eran hispanos o latinos de cualquier raza.